# Montescardia tessulatellus
Montescardia tessulatellus är en fjärilsart som beskrevs av Philipp Christoph Zeller 1846. M. tessulatellus ingår i släktet familjen äkta malar.
Artens utbredningsområde är Österrike. Inga underarter finns listade.